# Rep Porter
Ralph 'Rep' Porter (1971) is een Amerikaans professioneel pokerspeler. Hij won onder meer het $1.500 Short-handed No Limit Hold'em-toernooi van de World Series of Poker 2008 (goed voor een hoofdprijs van $372.843,-), het $2.500 Seven Card Razz-toernooi van de World Series of Poker 2011 (goed voor $210.615,-) en het $1.500 Seven Card Razz-toernooi van de World Series of Poker 2016 (goed voor $142.624,-).
Porter won tot en met juni 2016 meer dan $3.050.000,- in pokertoernooien (cashgames niet meegerekend).

## Wapenfeiten

### World Series of Poker
De World Series of Poker (WSOP) van 2005 waren de eerste waarop Porter zich naar prijzengeld speelde. Hij werd toen vijftiende in het $5.000 Limit Hold'em-toernooi. Zijn eerste finaletafel bereikte hij tijdens de World Series of Poker 2004, waarop hij als vierde eindigde in de $1.500 Limit Hold'em Shootout, goed voor $39.339,- aan prijzengeld. Porter bereikte op de World Series of Poker 2009 nog twee finaletafels. Hij werd zevende in het $1.500 Limit Hold'em-toernooi en zeven dagen later negende in het $2.000 Limit Hold'em-toernooi.
Porter won zijn eerste World Series of Poker-bracelet in 2008. In het $1.500 No-Limit Hold'em Six-Handed-toernooi liet hij 1235 tegenstanders achter zich. Hij versloeg hierbij Nathan Templeton in de uiteindelijke heads-up (één-tegen-één). Aan de finaletafel zat destijds ook onder anderen Nederlander Michiel Brummelhuis, die eindigde als zesde.
Porter won drie jaar later opnieuw een WSOP-titel. Op de WSOP van 2011 overleefde hij 362 tegenstanders in een Razz-toernooi. Hoewel hij met een achterstand de tweede dag van een verlengde heads-up inging, klopte hij zijn landgenoot Stephen Su alsnog. Eerder overleefde hij aan de finaletafel onder anderen Robert Williamson III en Chris Björin.
Porters derde WSOP-titel volgde tijdens de World Series of Poker 2016, nu in het $1.500 Seven Card Razz-toernooi. Ditmaal versloeg hij 460 tegenstanders. Porter rekende heads-up af met Michael Gathy, nadat eerder onder anderen David Benyamine en Daniel Negreanu van de finaletafel verdwenen.

### World Poker Tour
De $10.000 No Limit Hold'em Final Day van de Borgata Poker Open was in september 2004 het eerste toernooi van de World Poker Tour (WPT) waarop Porter een geldprijs won. Hij werd er 23e, goec voor $18.120,-. Het $10.000 No Limit Hold'em - Championship van de Merit Cyprus Classic vormde in september 2009 het decor van Porters zesde WPT-cash en zijn eerste WPT-finaletafel. Zijn uiteindelijke vierde plaats leverde hem $121.115,- op.
Naast de officiële jaarlijkse WSOP-toernooien, won Porter ook het $9.700 Championship Event - No Limit Hold'em van het WSOP Circuit 2006 in Caesars Atlantic City (goed voor $192.060,-). In maart 2010 won Porter voor het eerst een groot toernooi (totaal) buiten de WSOP. De titel op het $1.000 No Limit Hold'em-toernooi van de World Poker Classic in Las Vegas leverde hem $30.555,- op. 

### Gewonnen bracelets
| Jaar                       | Toernooi                             | Prijs (US$) |
| -------------------------- | ------------------------------------ | ----------- |
| World Series of Poker 2008 | $1.500 No-Limit Hold'em (Six-Handed) | $372.843,-  |
| World Series of Poker 2011 | $2.500 Seven Card Razz               | $210.615,-  |
| World Series of Poker 2016 | $1.500 Seven Card Razz               | $142.624,-  |